# Baquelite

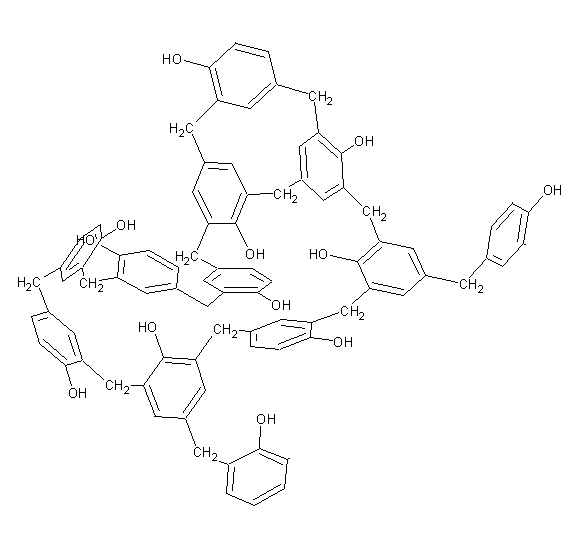
Estrutura química da baquelite

A baquelite é uma resina sintética, quimicamente estável e resistente ao calor e o primeiro produto plástico. Trata-se do polioxibenzimetilenglicolanidrido, ou seja, é a junção do fenol com o formaldeído (aldeído fórmico), formando um polímero chamado polifenol.
O primeiro plástico feito de componentes sintéticos, foi desenvolvido por Leo Baekeland em Yonkers, Nova York, em 1907, e patenteado em 7 de dezembro de 1909 (Patente dos EUA 942699A), tendo criado, em 1910, a General Bakelite Company para a exploração industrial de suas descobertas. A fórmula resulta da combinação por polimerização de fenol (C6H5OH) e formaldeído ou aldeído fórmico (HCHO), produtos sintéticos, sob calor e pressão. Rádios, telefones e artigos elétricos como interruptores e casquilhos de lâmpadas eram formados por baquelite pela sua resistência ao calor e isolamento. Para além disso, é infusível e forte, arde lentamente, pode ser laminada e moldada na fase inicial da sua manufatura, é de baixo custo e pode ser incorporada em vernizes e lacas.

## Síntese

Reação da baquelite

É obtida através da polimerização do fenol (C6H5OH) e do formaldeído (também conhecido como aldeído fórmico (HCHO) pela ação do calor e da pressão. É um termorrígido, ou seja, uma vez que o produto final é formado do aquecimento, não pode ser remodelado mesmo reaquecendo.

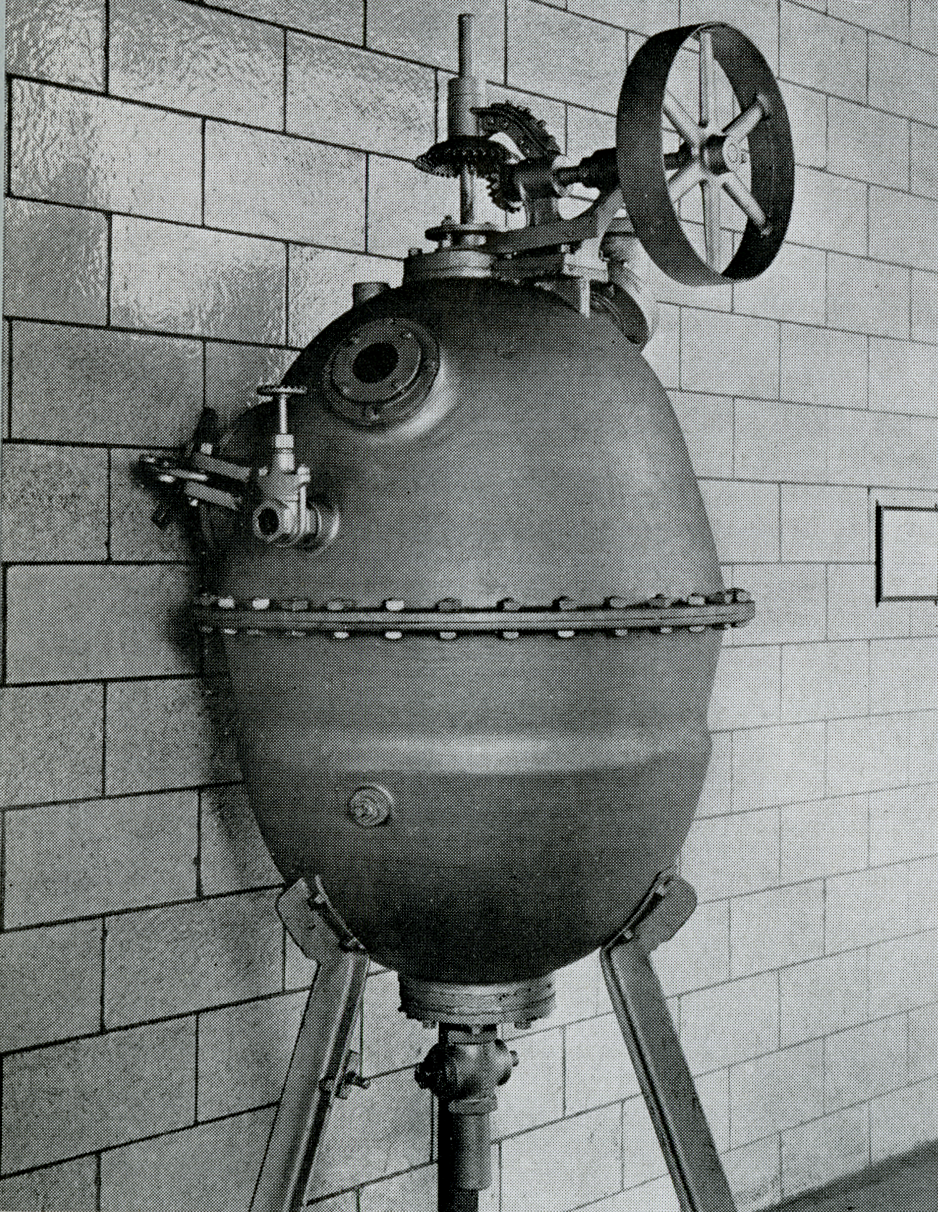
Bakelizer

Antes de Baekeland, houve várias outras tentativas de fazer polímeros fenol formaldeído, mas geralmente formavam sólidos quebradiços e inúteis. A grande descoberta feita por Baekeland foi como controlar a reação. Para isso, ele inventou uma máquina chamada Bakelizer, um vaso de pressão a vapor usado para produzir quantidades comerciais do primeiro plástico totalmente sintético, baquelite. Foi produzido pela reação de fenol e formaldeído sob pressão a altas temperaturas e com a supressão de bolhas. O produto era uma resina termoendurecida que provou ser uma substância extremamente versátil, prontamente moldável e bastante forte quando combinada com cargas tais como a celulose.

## Utilização

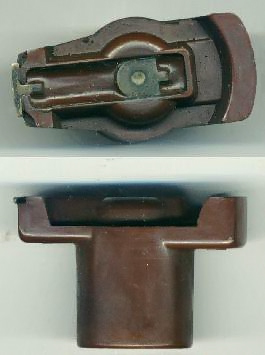
Rotor feito de baquelite

A baquelite é pouco usada atualmente em produtos de consumo corrente. Antigos produtos deste material, especialmente material de cozinha, brinquedos, telefones de disco e discos musicais, tornaram-se artigos de coleção muito apreciados. O sucesso da descoberta na época deveu-se às propriedades do material, que possuí alta resistência ao calor, eletricidade (isolante) e ao impacto, além da capacidade de ser tingido em todas as cores.
Devido à dureza e durabilidade após arrefecimento, já que não pode voltar a ser moldada ou amolecida, foi considerada como material para fabrico de moeda (moedas de cêntimo de dólar) nos Estados Unidos durante a Segunda Guerra Mundial, pois o cobre era necessário para apoiar o esforço de guerra. Serviu também para fabricação de armamento em grande escala.

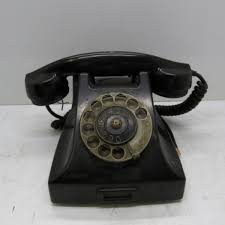
Telefone feito de baquelite

No ramo da metalografia, a baquelite pode ser utilizada no embutimento das amostras para a ideal análise da microestrutura do material analisado. Ao sofrer aquecimento, a baquelite é derretida, porém ao sofrer resfriamento e se transformar em um produto sólido, ela não é afetada ao se aplicar temperatura novamente.
Em utensílios de cozinha, resumidamente, a baquelite para panelas evita possíveis acidentes, pois sua superfície é um isolante térmico, o que, consequentemente, diminui a chance de pessoas se queimarem. Outros exemplos de aplicações são peças automotivas, joias, aparelhos radiofônicos e câmaras fotográficas.
Atualmente, existem já tecnologias desenvolvidas em que a baquelite pode ser pintada com diversas cores e ainda receber tratamentos de superfície, que melhoram o acabamento do produto. Discute-se a expansão de mercado devido a essas novas tecnologias e também a sua reciclagem, que até há pouco não era possível.

## Destino final/reciclagem e impactos ambientais
Sem a indústria de baquelite, a maioria dos produtos que encontramos hoje nas lojas não existiria. É após a invenção da baquelite que o plástico invade definitivamente nossas vidas, visto tratar-se de um material leve, limpo e durável, adequado para atender às necessidades de versatilidade e custo-benefício exigidas pelo mercado consumidor. Os próximos passos da tecnologia caminham para descobrir maneiras mais eficazes de reciclar a baquelite, largamente utilizada por toda a indústria.
A reciclagem do polímero é difícil. Apesar de estes materiais não poderem ser mais moldados, podem ser incorporados na composição de outros materiais, como condicionadores de asfaltos e calçadas.
A maior parte dos computadores e dispositivos eletrônicos em comércio é revestida com plásticos não-recicláveis. Pensando nisso, pesquisadores desenvolveram um novo material plástico reciclável feito com baquelite para os componentes eletrônicos. O material é constituído por um composto aromático à base de furano funcionalizado e da resina bismaleimida, alternando policetonas termofixas (PK-furano) e bismaleimida, utilizando a sequência de reação Diels-Alder (DA) e retro-Diels-Alder (RDA) a 1 580 °C.
A essa temperatura, as ligações químicas se desintegram e o plástico assume a forma líquida, podendo ser submetido a uma nova reação. O processo pode ser repetido várias vezes sem a perda das propriedades mecânicas, o que garante a reciclagem completa do material plástico, muitas vezes impossível em polímeros termofixos.